# Federal unicolor
El federal unicolor (Agelasticus cyanopus) és una espècie d'ocell de la família dels ictèrids (Icteridae) que habita marjals i conreus del nord-est, est i sud del Brasil, nord i est de Bolívia, el Paraguai i nord-est i nord-oest de l'Argentina.